# Fairlight (Sydney)
Fairlight – geograficzna nazwa dzielnicy (przedmieścia), położonej na terenie samorządu lokalnego Manly, wchodzącej w skład aglomeracji Sydney, w stanie Nowa Południowa Walia, w Australii.